# 保健

OECD各国のGDPにおける社会的支出割合（％、種類別）
青が保健。

OECD各国の一人あたり保健支出（青は公的、赤は私的）

保健（ほけん、health preservation）とは、健康を守り保つこと。小学校、中学校、高等学校では保健体育とも称される。大学などの学問では保健学（ほけんがく）と称される。

## 概要
保健学は多岐にわたる研究分野のためオーバーラップ（重複）する学問もある。一例は国際保健学（グローバルヘルス）など。
保健学の教育機関は多種多様なため、講師陣の専門分野、実績など、進学には慎重な見極めが必要である。
人間の健康維持に関連する資格・施設・食品などは、「保健～」という名称でも呼ばれる。

## 保健学の分野
- 学校保健（保健師）
- 理学療法学（リハビリテーションなど）
- 産業保健（産業医学など）
- 看護学
- 人類学
- 感染症学
- 大気科学
- 社会疫学
- 社会福祉学
- 公衆衛生学
- メンタルヘルス

など

## 保健を行う組織
法律的には、地域保健法によって定められている。保健所・市町村保健センター・地方衛生研究所などが該当する。